# Semplicemente io e te
Semplicemente io e te è un singolo del gruppo musicale italiano Le Deva, pubblicato nel 2017 estratto dall'album 4.

## Descrizione
Il brano Semplicemente io e te è stato scritto da Andrea Amati, Valerio Carboni, Zibba e Marco Rettani.
Il videoclip della canzone è stato diretto da Mauro Russo.

## Tracce
Download digitale
1. Semplicemente io e te – 3:18

## Formazione
- Laura Bono
- Verdiana Zangaro
- Greta Manuzi
- Roberta Pompa